# Stipiturus malachurus
Stipiturus malachurus là một loài chim trong họ Maluridae.